# Le porte di Camelot
Le porte di Camelot è il settimo volume delle Cronache di Camelot, la serie di Jack Whyte. Il titolo originale è Uther, si tratta di una pubblicazione divisa in due parti che racconta in un'altra chiave di lettura gli eventi del libro La stirpe dell'Aquila. È stato pubblicato dalla Piemme.

## Trama
Infanzia ed adolescenza di Uther Pendragon, futuro padre di Re Artù, che si divide tra la Cambria e Camelot, tra giochi, amori, avventure, sempre in compagnia dell'inseparabile Merlino, fin quando la morte del padre Uric lo costringe a diventare adulto ed affrontare un pericoloso viaggio di ritorno per reclamare il suo ruolo di re dei Pendragon.

## Edizioni
- Jack Whyte, Le porte di Camelot, traduzione di Annalisa Carena, collana Le cronache di Camelot, Piemme, 2003,  p. 366, ISBN 88-384-7203-3.